# Storia del Sudafrica

## Preistoria

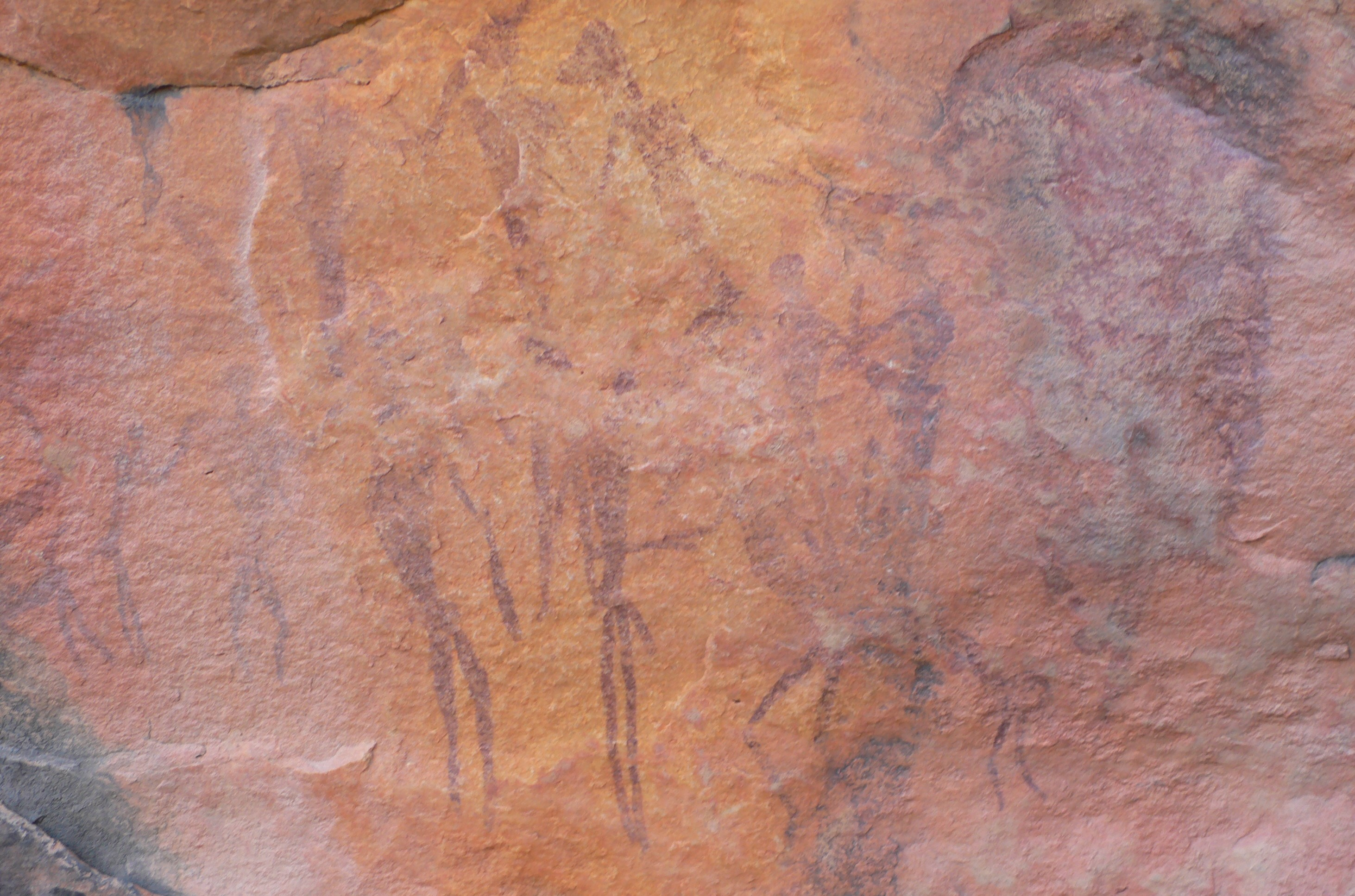
Pitture rupestri nella provincia del Capo Occidentale

Il Sudafrica viene oggi considerato, grazie alla sua storia, come la regione del mondo che più probabilmente merita l'appellativo di culla dell'umanità. I notevoli ritrovamenti fossili nella zona del Transvaal, e in particolare a Sterkfontein, Kromdraai e nelle caverne di Makapansgat, indicano la presenza di australopitechi in Sudafrica fin da 3 milioni di anni fa. Fra i fossili di ominidi sudafricani più importanti si possono ricordare il "Bambino di Taung", la "Signora Ples" e lo scheletro di "Little Foot". Reperti di epoca successiva mostrano l'evoluzione umana attraverso varie specie di Homo, inclusi Homo habilis, Homo erectus e Homo sapiens.
Circa 10.000 anni fa comparvero nella zona i San (volgarmente detti "boscimani"), la cui presenza è documentata anche da importanti pitture rupestri conservate in diversi siti archeologici del Sudafrica. 2.000 anni fa apparvero i Khoikhoi (volgarmente detti "ottentotti"), allevatori. Una terza ondata migratoria, fra il V secolo a.C. e il III secolo a.C., portò nella regione i Bantu provenienti dalla zona del fiume Limpopo, in particolare dei gruppi Zulu e Xhosa. I Bantu si stabilirono prima nell'attuale KwaZulu-Natal e in seguito si diffusero anche in altre regioni. Gli Xhosa si spinsero più a sud, fino al Fish River, situato in quella che oggi è la Provincia del Capo Orientale. Di fronte a queste popolazioni dell'età del ferro, i San e i Khoikhoi dovettero arretrare, e finirono per trovarsi relegati nelle zone più aride della regione.

## La colonizzazione olandese e l'occupazione britannica
Il primo europeo a giungere in Sudafrica fu il portoghese Bartolomeo Diaz, che nel 1486 oltrepassò il Capo di Buona Speranza. La sua impresa fu ripetuta pochi anni dopo da Vasco da Gama, che fu il primo a completare il viaggio dall'Europa alle Indie, coronando quello che per oltre cinquant'anni era stato il sogno di generazioni di navigatori.

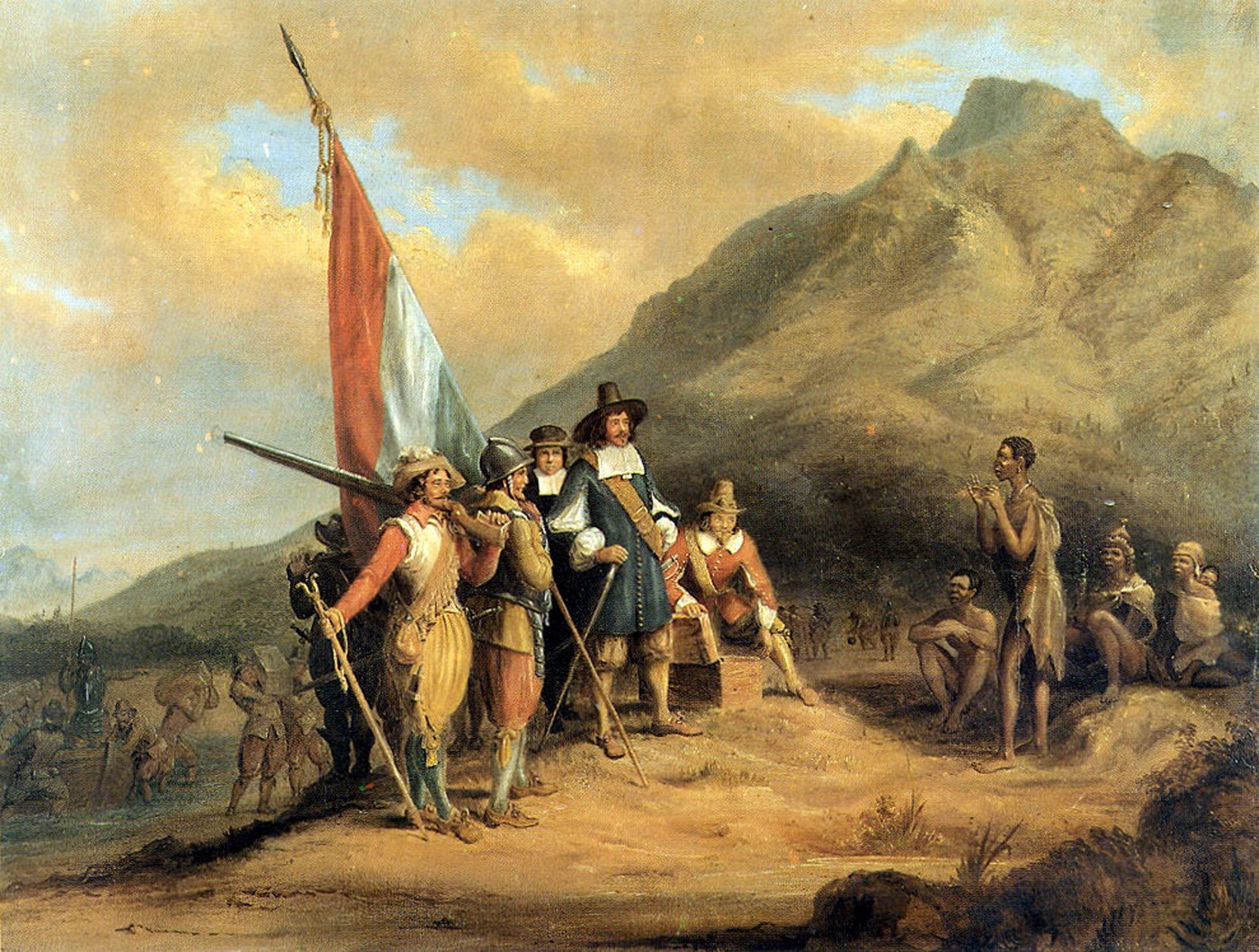
Lo sbarco di Jan van Riebeeck nella Penisola del Capo

Furono gli olandesi i primi a creare un insediamento in Sudafrica. Il 6 aprile 1652 Jan van Riebeeck fondò quella che sarebbe diventata poi Città del Capo, come stazione di rifornimento per i bastimenti della Compagnia olandese delle Indie orientali (VOC). I coloni olandesi si dedicavano principalmente all'agricoltura e all'allevamento, e ricevettero il nome di boeri, "contadini" (in seguito sarebbero stati definiti afrikaner). 
I boeri furono inizialmente in buoni rapporti con le popolazioni locali, e si espansero lentamente per tutto il XVII e XVIII secolo. Quando giunsero nella zona del Fish River, forti motivi d'attrito con gli Xhosa (specialmente concernenti l'uso del territorio per i pascoli) portarono a una serie di conflitti noti come Guerre di Frontiera del Capo. In questo periodo i coloni importarono schiavi dall'Indonesia, dal Madagascar e dall'India; nel lungo periodo, i matrimoni misti fra i discendenti degli schiavi e quelli dei coloni crearono un'etnia mista, i cosiddetti cape coloured, che oggi costituiscono la componente predominante della popolazione della provincia del Capo.
L'avanzata napoleonica in Europa e la successiva caduta dei Paesi Bassi portarono il Regno Unito a tentare a più riprese l'occupazione militare della Colonia del Capo. Nel 1797, durante la Quarta Guerra Anglo-Olandese, il Regno Unito occupò la Colonia del Capo, annessa formalmente nel 1806. Gli inglesi continuarono le guerre di frontiera iniziate dai boeri contro gli Xhosa, fondando insediamenti sempre più a est. I boeri non accettarono di buon grado l'occupazione britannica, specie quando il Regno Unito dichiarò formalmente l'abolizione dello schiavismo. Molti afrikaner del Capo si allontanarono dai possedimenti britannici spingendosi nell'interno del paese. Questi pionieri (noti come voortrekker) giunsero a fondare una serie di piccole repubbliche boere, in seguito unitesi nello Stato Libero dell'Orange e nella Repubblica del Transvaal.
La scoperta di miniere di diamanti e oro incoraggiò ulteriormente l'immigrazione e l'interesse dell'Impero Britannico per Cape Colony e per l'entroterra colonizzato dai boeri. Le mire espansionistiche inglesi, ben rappresentate da personaggi come Cecil Rhodes, sfociarono in due successive guerre boere. Nella prima di queste guerre (1880-1881), i boeri riuscirono ad avere la meglio; curiosamente, questo dipese anche dal colore mimetico delle loro divise kaki; il rosso vivo delle uniformi inglesi rendeva i soldati britannici degli ottimi bersagli. Nella seconda guerra boera (1899-1902), gli inglesi tornarono in forze e senza le loro vistose giacche rosse. La guerra fu fortemente osteggiata dal Partito Liberale nel Parlamento britannico come non necessaria e costosa, ma le enormi vene di diamanti e di oro presenti nelle repubbliche boere convinsero i Tories a premere per la guerra. I boeri cercarono di allearsi con i tedeschi, che controllavano l'attuale Namibia, e questo fornì ulteriori pretesti per i fautori dell'espansione imperiale britannica a spese delle repubbliche boere.
La strenua resistenza dei boeri non fu sufficiente a impedire la vittoria finale britannica. Il comportamento degli inglesi durante le Guerre Boere fu in seguito ampiamente criticato; tra l'altro, vennero istituiti veri e propri campi di concentramento per i prigionieri, inclusi donne e bambini, e venne adottata una tecnica di terra bruciata, distruggendo sistematicamente raccolti e fattorie per ridurre gli afrikaner alla fame. Con il Trattato di Vereeniging il Regno Unito ottenne formalmente il controllo dell'intero Sudafrica. In cambio, gli inglesi si addossarono il debito di guerra dei governi afrikaner. Nel trattato si specificava anche che le persone nere non avrebbero avuto diritto di voto in nessuna delle province del Sudafrica, eccetto la Colonia del Capo.
La gestione britannica tentò una anglicizzazione della popolazione boera, con l'insegnamento obbligatorio della lingua inglese nelle scuole; questo programma ottenne l'unico risultato di alimentare il rancore dei boeri. Quando i liberali ottennero il potere in Gran Bretagna (1906), il programma fu abbandonato e l'afrikaans venne riconosciuto come lingua distinta dal neerlandese.

## L'Unione Sudafricana e l'era dell'apartheid
Dopo otto anni dalla fine della seconda guerra boera, il 31 maggio 1910, le quattro colonie sudafricane (Colonia del Capo, Natal, Stato Libero dell'Orange e Transvaal) vennero unificate in un dominion autonomo in seno al Commonwealth.
L'Unione Sudafricana prese parte alla prima guerra mondiale a fianco del Regno Unito. Poco dopo ottenne un mandato della Società delle Nazioni per il controllo dell'Africa del Sud-Ovest (oggi Namibia), strappata ai tedeschi. Nonostante l'aumento del suo prestigio internazionale, l'Unione stava attraversando un periodo di forte crisi interna, con attriti sempre più violenti fra i nazionalisti boeri e la rappresentanza inglese.
Nel 1931, con l'approvazione dello Statuto di Westminster da parte del parlamento britannico, il Sudafrica ottenne una parziale autonomia. Partecipò alla seconda guerra mondiale come parte dell'Impero britannico, al fianco degli Alleati, nonostante una parte significativa del National Party, il maggiore partito boero, simpatizzasse apertamente per la Germania nazista. Le truppe sudafricane combatterono in Etiopia, in Africa settentrionale ed in Europa.
Dopo la fine della guerra, nel 1948, il National Party vinse le elezioni, instaurando il regime di segregazione razziale noto come apartheid (fermo restando che sistemi di segregazione erano già stati sperimentati nel XIX secolo, ad esempio in Natal, come racconta lo storico Gabriele Catania nel saggio "Sudafrica", 2010). La politica dei primi ministri dell'NP che si susseguirono (Daniel François Malan dal 1948 al 1954, Johannes Gerhardus Strijdom dal 1954 al 1958 e Hendrik F. Verwoerd dal 1958 al 1966), era infatti basata sull'idea che le diverse etnie del Sudafrica non potessero convivere. In quest'ottica furono istituiti i bantustan, ovvero i territori destinati alle popolazioni nere delle diverse etnie, a cui complessivamente venne ceduto il 13% del territorio del Sudafrica.
Furono così istituiti dieci bantustan: Transkei, Bophuthatswana, Venda, Ciskei, KwaZulu, Lebowa, QwaQwa, Gazankulu, KaNgwane e KwaNdebele. Il governo cercò anche di formalizzare rapidamente l'indipendenza di questi territori dal Sudafrica (i primi quattro furono dichiarati indipendenti fra il 1976 e il 1981, ma non ottennero il riconoscimento dell'ONU) . Contemporaneamente, la popolazione nera che era rimasta nelle terre "dei bianchi" (circa il 50%) perse gradualmente i propri diritti civili. Il 31 maggio 1961, dopo un referendum, l'Unione Sudafricana divenne una repubblica indipendente.
Le opposizioni nere, tra cui l'African National Congress (ANC), furono messe fuori legge; molti attivisti scelsero la via della violenza. L'ANC si limitò a obiettivi strategici, come la distruzione delle centrali elettriche; a causa di una di queste azioni venne arrestato Nelson Mandela. Nell'ottobre del 1966, anche a causa della linea politica del governo sudafricano, le Nazioni Unite ritirarono il mandato concesso al Sudafrica per l'amministrazione della Namibia, ma il Sudafrica rifiutò di abbandonare la regione.

## La caduta dell'apartheid e il Sudafrica moderno
Negli anni novanta, a causa delle maggiori pressioni internazionali e della situazione di conflitto etnico interno al paese, il regime dell'apartheid iniziò a vacillare. Nelson Mandela, divenuto un'icona del movimento anti-apartheid, fu scarcerato l'11 febbraio 1990 per ordine di Frederik de Klerk. Il 27 aprile 1994 si tennero le prime elezioni democratiche con suffragio esteso ai neri; fu eletto lo stesso Mandela, a cui successe poi un altro nero, Thabo Mbeki. Il Sudafrica aggiunse nove lingue africane native all'afrikaans e all'inglese come lingue ufficiali.
Subito dopo le elezioni, il governo dell'African National Congress adottò una politica di ricostruzione e di sviluppo che puntava a ricostruire l'economia. Questa politica fu sostituita dal GEAR (Growth, Employment and Redistribution), più conservatrice, utilizzando l'investimento estero. Il cambiamento fu molto controverso e causa di tensioni fra l'ANC e i suoi alleati di governo (South African Communist Party, sindacato COSATU).
Malgrado questi sforzi di miglioramento, l'economia nazionale rimase debole. Nel maggio 2003 l'inflazione era all'11,2%, con il Rand che scese a meno della metà del valore di dieci anni prima rispetto al dollaro USA. Le riserve straniere rimasero basse e il tasso di disoccupazione si attestò a quasi il 30% della popolazione attiva. Nel 2003 approssimativamente il 60% della popolazione viveva sotto la linea di povertà, con un reddito inferiore ai 250 Rand (circa 30 dollari statunitensi) al mese. Se la caduta dell'apartheid ha eliminato la disparità di bianchi e neri di fronte alla legge, le disuguaglianze economiche restano acute; più del 50% della popolazione riceve l'11% del reddito annuale nazionale, mentre il 7% della popolazione riceve oltre il 40% del reddito del paese.
La crisi economica continua e la corruzione politica (fenomeno diffuso in tutta l'Africa) colpisce anche qui: per esempio, uno scandalo recente coinvolse il ministro della difesa Tony Yengeni e la DaimlerChrysler Aerospace. Tuttavia, la maggior parte di questi scandali non provocò le dimissioni dei funzionari interessati e la sfiducia nel sistema politico è piuttosto diffusa nella popolazione. Il Sudafrica non è immune nemmeno al terrorismo, soprattutto legato ad alcune organizzazioni di destra che si oppongono al governo di maggioranza nero e tentano un ritorno all'apartheid. Ci sono state bombe a Soweto nel 2002, con arresti di presunti membri del gruppo Boeremag.
Nonostante questo quadro non roseo, l'economia sudafricana ha mostrato qualche segno di ripresa nel periodo 1999-2003, e pur con tutti i problemi ancora diffusi il Sudafrica mantiene la leadership come paese più industrializzato e moderno del continente. Ha la più grande concentrazione di industrie alimentari ed è l'unico stato dell'Africa a fare largo uso di energia nucleare.